# Caryomys
Caryomys — род из подсемейства полевок (Arvicolinae) с двумя видами, обитающими в горах в центральной части Китая. Они живут во влажных лесах. 
Известны следующие виды: 
- Caryomys eva  обитает на больших высотах от 2600 до 4000 метров над уровнем моря. Питается семенами, травой, молодыми листьями и другими побегами.
- Caryomys inez обитает в горных ущельях на высотах от 500 до 2000 метров над уровнем моря.

Caryomys был первоначально описан Олдфилдом Томасом как подрод серых полёвок (Microtus), и включал такие китайские виды как M. (С.) eva, M. (С.) inez и M. (С.) nux (последний сейчас рассматривается как подвид C. inez). Мартин Хинтон сначала возвёл Caromys в ранг рода, но позже включил его в Evotomys (= Myodes), потому что он пришёл к выводу, что голотипы С. eva, С. inez и С. nux — это всего лишь молодые экземпляры E. rufocanus shanseius. 
Американский териолог Алфред Б. Хауэлл (1929) восстановил Caryomys в качестве подрода Microtus и непреклонно утверждал, что Microtus (C.) inez действителен и отличается от любых Clethrionomys (= Myodes). Другой американец Гловер М. Аллен (1940) соглашался с видовым статусом форм eva и inez, но подрод Caryomys рассматривал в составе Eothenomys.
В 1996 году генетические исследования показали, что кариотип Caryomys отличается от кариотипа у Eothenomys и рыжих полевок (Myodes). Поэтому последние таксономические ревизии и Всемирный союз охраны природы (МСОП) рассматривают Caryomys как независимый род.
Недавнее возрождение рода Caryomys связано, в первую очередь, с кариотипическим исследованием. Оказалось, что кариотип и С. eva, и С. inez  2n = 54 представлен, в основном, телоцентрическими парами, тогда как кариотипы всех изученных Myodes и Eothenomys состоят из 2n = 56 только с одной метацентрической парой хромосом. 
В целом, виды Caryomys напоминают китайских полёвок типом телосложения, характером  шерсти и по количеству сосков (четыре против восьми у Myodes). У обоих родов коренные зубы лишены корней и постоянно растут (гипсодонтия). Коронки коренных зубов у видов Caryomys, с другой стороны, соответствуют коренным зубам рыжих полевок (Myodes).
Таким образом, Caryomys, включающий два вида — С. eva и С. inez, является монофилетической группой. Согласно этим данным, включение форм eva и inez в Eothenomys или Myodes сделало бы их полифилетическими и не диагностируемыми. Монофилия рода Caryomys — сроки и порядок его филогенетического обособления нуждаются в дальнейших исследованиях. 